# 細田吉蔵
細田 吉蔵（細田 吉藏、ほそだ きちぞう、1912年〈明治45年〉5月2日 - 2007年〈平成19年〉2月11日）は、日本の運輸官僚、政治家、弁護士。衆議院議員（10期）。正三位勲一等。松江市名誉市民。
長男は衆議院議長、自由民主党幹事長、内閣官房長官、衆議院議員（11期）を歴任した細田博之。

## 来歴・人物
島根県松江市西茶町に細田義一郎、千代乃の間に6人兄弟の4番目として生まれる。生家は、屋号を丸吉印「細田本店」、「細田油店」と称する油卸問屋。実父義一郎の弟・六助、つやの夫妻に子供がいなかったため、生まれてすぐに養子にだされ、養父母に育てられる。養母が薬屋を開いており、両方の店を手伝いながら少年時代を過ごす。
旧制松江高校文科甲類を経て、東京帝国大学法学部卒業後の1936年、鉄道省（後の運輸省）に入省。
1960年に退官後、第29回衆議院議員総選挙に旧島根全県区から出馬し初当選（当選同期に宇野宗佑・海部俊樹・亀岡高夫・仮谷忠男・小沢辰男・佐々木義武・田沢吉郎・谷垣専一・久保田円次・伊藤宗一郎・田川誠一・渋谷直蔵・藤井勝志など）。以来竹下登、櫻内義雄、大橋武夫といった大物がひしめく中、毎回苦戦しながらも連続当選10回を果たす。自民党内では当初佐藤栄作率いる周山会に属したが、ポスト佐藤を巡り田中角栄と福田赳夫がしのぎを削った1972年の自民党総裁選では保利茂、松野頼三らと共に福田を支持。田中と袂を分ち清和会に合流した（息子の博之もやはり清和会）。
その後は福田派の幹部として、行政管理庁長官、防衛庁長官、自由民主党総務会長、運輸大臣など要職を歴任した。1990年、長男・博之に地盤を譲り政界から引退した。引退後は1997年党友組織である「自由国民会議」代表に就任し終身務めた。
2007年2月11日午前2時、東京都内の病院で急性心筋梗塞のため死去した。享年94。没時、従五位から正三位に昇叙された。

## 略年譜
- 1912年5月2日 - 島根県松江市西茶町に生まれる
- 1936年
  - 3月 - 東京帝国大学法学部卒業
  - 4月 - 鉄道省に入省
- 1952年1月 - 運輸省鉄道監督局国有鉄道部長
- 1957年10月 - 運輸省観光局長
- 1958年12月 - 運輸省大臣官房長
- 1960年
  - 6月 - 退官　日本国有鉄道顧問
  - 11月 - 衆議院議員に初当選
- 1965年6月 - 総理府総務副長官
- 1971年8月 - 弁護士登録
- 1974年7月 - 国務大臣行政管理庁長官に就任
- 1977年3月 - （社）全日本トラック協会会長
- 1978年9月 - （社）日本地下鉄協会会長
- 1980年2月 - 国務大臣防衛庁長官に就任
- 1982年11月 - 自由民主党総務会長
- 1983年12月 - 運輸大臣に就任
- 1990年2月 - 衆院解散で次期衆院選不出馬
- 1997年5月 - 自由国民会議第2代代表に就任
- 2007年2月11日 - 死去

## 栄典
- 1986年:勲一等旭日大綬章
- 1999年:松江市名誉市民[7]

## 家族・親族

### 細田家
『細田吉蔵・全人像』 134-136頁によると、「細田家は、戦国時代に毛利氏と中国地方の覇権を争った尼子一族の武将小笠原家の家臣だった。一旦帰農後、商業へ進出し回船問屋として成功したが、明治維新で没落し倒産する。やむなく松江に出て、今度は油屋を開き、豪商の域にまでのし上がった。」という。
実家
- 父 義一郎
- 母 千代乃
- 兄 3人
- 妹 2人

自家
- 妻 静子（島根県、升田憲元六女）
- 長男 博之（官僚、政治家）
- 長女 道子

## 元秘書
- 細田重雄 - 元島根県議会議員